# تد بیکر
تد بیکر (انگلیسی: Ted Baker)
شرکت کالای لوکس و طراحی مد بریتانیایی است، که در زمینه تولید و عرضه انواع لباس، کفش، پوشاک آماده و محصولات چرمی، همچنین انواع لوازم مد فعالیت می‌نماید.
شرکت تد بیکر در سال ۱۹۸۷ توسط ری کلوین در شهر گلاسگو تأسیس شد و در حال حاضر مالک شبکه‌ای از ۴۹۰ بوتیک و شعبه فروش در اروپا، ایالات متحده آمریکا و خاورمیانه می‌باشد. دفتر مرکزی تد بیکر در شهر لندن قرار دارد و بخشی از سهام آن در بازار بورس لندن معامله می‌شود.